# Walter Lohmann (Politiker, 1927)
Walter Lohmann (* 28. August 1927 in Stade; † 4. Oktober 1996 in Hamburg) war ein deutscher Gewerkschafter und ehemaliger Abgeordneter der Hamburgischen Bürgerschaft für die SPD.

## Leben
Lohmann wuchs in einem sozialdemokratischen Elternhaus auf. Nach dem Besuch der Volksschule in Stade machte er eine Ausbildung im nichttechnischen Eisenbahndienst. In den Jahren von 1945 bis 1946 war er im Arbeitsdienst und anschließend im Kriegsdienst und Gefangenschaft. Es folgten verschiedene Tätigkeiten bei der Deutschen Bundesbahn. Er wurde von den Kollegen zum Personalrat und zum Betriebsratsvorsitzenden gewählt. Von 1954 bis 1955 folgte ein Studium an der Akademie der Arbeit innerhalb der Universität Frankfurt am Main. Von 1955 bis 1958 saß er für die SPD im Stadtrat von Stade. Seit 1956 war er hauptberuflich bei der Gewerkschaft der Eisenbahner tätig. 1980 stieg er dort zum Bezirksleiter in Hamburg auf.
Von 1970 bis 1986 zog Lohmann als Abgeordneter in die Hamburgische Bürgerschaft ein. Er arbeitete vor allem in den Ausschüssen Schule und Berufsbildung, Wissenschaft und Forschung, und im Rechtsausschuss mit.
Er war verheiratet und hatte drei Kinder. Sein Sohn Uwe Lohmann ist Abgeordneter der Hamburgischen Bürgerschaft.

## Ehrenämter
- Vorsitzender des Aufsichtsrats Gemeinnützige Wohnungsbaugesellschaft Gartenstadt Wandsbek – Eisenbahner Ohlsdorf eGmbH Hamburg
- Beirat Private Krankenversicherung (APK) in Wiesbaden und Deutsche Eisenbahn-Versicherung Köln (DEVK).
- Kuratorium der Paul und Margarethe Claussen-Stiftung  in Rissen.
- Vorstand Politische Erwachsenenbildungseinrichtung Arbeitsgemeinschaft Arbeit und Leben, DGB/Volkshochschule – Landesorganisation Hamburg.
- Vorstand Eisenbahn-Fachschule Hamburg.